# Tư duy nghệ thuật
Tư duy nghệ thuật là dạng hoạt động trí tuệ của con người hướng tới sáng tạo và tiếp nhận tác phẩm nghệ thuật. Phù hợp với chức năng phi đối xứng của bán cầu đại não và lí thuyết về hai kiểu nhân cách thì tư duy nghệ thuật dựa trên một nền tảng tâm sinh lí khác với tư duy lí luận.
Bản chất của nó do phương thức thực tiễn tinh thần của hoạt động chiếm lĩnh thế giới bằng hình tượng quy định. Sự chuyên môn hóa lối tư duy này tạo thành đặc trưng nghệ thuật và tiềm năng nhận thức của nó.
Tư duy nghệ thuật là một bộ phận của hoạt động nghệ thuật nhằm khái quát hóa hiện thực và giải quyết nhiệm vụ thẩm mỹ. Phương tiện của nó là các biểu tượng, tượng trưng có thể trực quan được. Cơ sở của nó là tình cảm. Dấu hiệu bản chất của tư duy nghệ thuật là ngoài tính giả định, ước lệ, nó hướng tới việc nắm bắt những sự thật đời sống cụ thể, cảm tính mang nội dung khả nhiên (cái có thể có), có thể cảm thấy theo xác suất, khả năng và tất yếu. Chính nhờ đặc điểm này mà nội dung khái quát của nghệ thuật thường mang tính chất phổ quát hơn, triết học hơn so với sự thật cá biệt. Bằng trí tưởng tượng sáng tạo vốn là chất xúc tác của hoạt động tư duy nghệ thuật, nghệ sĩ xây dựng các giả thiết, làm sáng tỏ các bộ phận còn bị che khuất của thực tại, lấp đầy các "lỗ hổng chưa biết". Tính cấu trúc của tư duy nghệ thuật gắn với năng lực nhìn thấy thế giới một cách toàn vẹn, nắm bắt nó qua những dấu hiệu phát sinh đồng thời, phát hiện các mối liên hệ mới chưa được nhận ra. Nhờ các đặc điểm này mà tư duy nghệ thuật có thể khắc phục sự hạn hẹp của tư duy lí thuyết, nắm bắt được các khía cạnh bị lối tư duy ấy bỏ qua.
Tư duy nghệ thuật đòi hỏi một ngôn ngữ nghệ thuật làm "hiện thực trực tiếp" cho nó. Ngôn ngữ đó là hệ thống các kí hiệu nghệ thuật, các hình tượng, các phương tiện tạo hình và biểu hiện. Nó có mã nghệ thuật, tức là hệ thống năng động gồm các quy tắc sử dụng kí hiệu để gìn giữ, tổ chức và truyền đạt thông tin. Điểm xuất phát của tư duy nghệ thuật vẫn là lí tính, là trí tuệ có kinh nghiệm, biết nghiền ngẫm và hệ thống hóa các kết quả nhận thức. Đặc điểm của tư duy nghệ thuật là tính lựa chọn, tính liên tưởng, tính ẩn dụ. Trên cơ sở của tư duy nghệ thuật người ta tạo ra các tư tưởng và quan niệm nghệ thuật, lựa chọn các phương tiện, biện pháp nghệ thuật. Dạng tư duy này chỉ phát huy hiệu quả khi gắn với tài năng biết cảm nhận một cách nhạy bén về viễn cảnh lịch sử, nắm bắt tinh thần thời đại, dự báo tương lai và tài năng sáng tạo nghệ thuật.
Quy tất cả đặc trưng của nghệ thuật vào tư duy hình tượng, như một quan niệm đã có từ thế kỷ XIX là không đúng bởi vì tư duy hằng ngày của chúng ta bao giờ cũng sử dụng hình tượng. Nhưng không thấy hình tượng là cơ sở của tư duy nghệ thuật cũng là sai lầm, bởi vì thiếu hình tượng, nghệ thuật không thể tồn tại.